# Alban Hoxha
Alban Bekim Hoxha [alban hodža] (* 23. listopadu 1987, Cërrik, Albánie) je albánský fotbalový brankář a reprezentant, od roku 2013 hráč albánského klubu KF Partizani.

## Klubová kariéra
- KF Turbina Cërrik (mládež)
- KS Dinamo Tirana (mládež)
- KS Dinamo Tirana 2004–2011
- →  KF Turbina Cërrik (hostování) 2005–2006
- →  KF Apolonia Fier (hostování) 2009
- KS Kastrioti Krujë 2011–2012
- KS Besa Kavajë 2012–2013
- KF Partizani 2013–

## Reprezentační kariéra
V A-mužstvu Albánie debutoval 16. 11. 2015 v přátelském utkání v Tiraně proti týmu Gruzie (remíza 2:2). 

Italský trenér albánského národního týmu Gianni De Biasi jej vzal na EURO 2016 ve Francii. Na evropský šampionát se Albánie kvalifikovala poprvé v historii.